# Alain Accardo
Pour les articles homonymes, voir Accardo.
 (janvier 2020).
Si vous disposez d'ouvrages ou d'articles de référence ou si vous connaissez des sites web de qualité traitant du thème abordé ici, merci de compléter l'article en donnant les références utiles à sa vérifiabilité et en les liant à la section « Notes et références ».
Alain Accardo, né le 3 mai 1934 à Bône (aujourd’hui Annaba), est un sociologue français, ex-enseignant à l'université Bordeaux-III. Ses recherches portent sur des analyses de sociologie critique.

## Biographie
Issu d’une famille de prolétaires italiens immigrés dans l'est de l'Algérie coloniale, il est le premier membre de sa parentèle à poursuivre des études secondaires. Inscrit au lycée Saint-Augustin de Bône à partir de 1944, il entre ensuite au lycée Bugeaud d'Alger pour suivre des études supérieures de lettres en khâgne. Puis il obtient un poste de surveillant d'externat dans un lycée de Ben Aknoun pour financer ses études.
Le début de la guerre d’Algérie bouleverse ses projets de carrière et provoque chez lui une crise intellectuelle et morale profonde. Il fréquente le milieu des étudiants dits "libéraux", se marie en 1958, abandonne les études littéraires classiques pour la philosophie et fait la rencontre de Pierre Bourdieu qui vient alors d'être nommé assistant de sociologie à la faculté de philosophie-lettres d'Alger,. C'est aussi dans ce cadre qu'il fait la rencontre du futur sociologue de l'immigration Abdelmalek Sayad :  

« Sayad et moi, qui étions sans doute les plus âgés de ses étudiants (il [Pierre Bourdieu] avait seulement vingt-huit ans, quatre ans de plus que nous), étions tous deux aux prises, chacun à sa façon, avec les épineux problèmes de la double culture et du déclassement. […] Tous deux écartelés intérieurement par les interrogations contradictoires nées d’une guerre autant civile que militaire, qui déchirait les populations auxquelles nous appartenions. Tous deux révulsés et terrifiés par la fascisation rampante de notre société. » 
Il travaille alors avec Pierre Bourdieu et Abdelmalek Sayad (entre autres) aux enquêtes de terrain à Alger puis Collo (Petite-Kabylie) qui déboucheront sur la publication de Travail et travailleurs en Algérie (Mouton, 1963).
Coopérant comme sa femme en Algérie après l'indépendance, il s'installe en France en 1964, et réintègre le cadre métropolitain de l'Education nationale en devenant professeur de philosophie à Bordeaux. La même année, il adhère au PCF pour lequel il milite jusqu'au milieu des années 1980. Il devient ensuite assistant puis Maître de conférences de sociologie à l'université de Bordeaux.

## Travaux
Resté proche de l’équipe réunie autour de Pierre Bourdieu, Alain Accardo a entre autres traduit le premier volume de l’ouvrage classique du sociologue Erving Goffman La Mise en scène de la vie quotidienne, pour la collection « Le sens commun » aux éditions de Minuit et collaboré à l’ouvrage collectif La Misère du monde aux éditions du Seuil.
Dans les années 1980, il s’engage dans un travail de vulgarisation de la sociologie de Pierre Bourdieu dans une perspective « fondamentalement militante » à l’origine. « Il s’agissait de faciliter l’accès à la sociologie de Bourdieu pour des militants politiques, syndicaux, associatifs, comme ceux que je côtoyais à longueur de temps et qui, à de très rares exceptions près, soit ne connaissaient rien de cette œuvre, soit y avaient mis occasionnellement le nez et en avaient conclu que c’était difficile à comprendre, ‘compliqué’, voire ‘illisible’ et avaient renoncé à aller plus loin. » Outre une sélection de textes présentée avec Philippe Corcuff (La Sociologie de Bourdieu, 1986), il rédige l’ouvrage qui deviendra Introduction à une sociologie critique (1ère édition 1983) régulièrement revu et réédité jusqu’en 2021.
C’est avec les mêmes outils sociologiques et à partir du même point de départ qui constate le « hiatus grandissant entre les projets exaltants de l’utopie révolutionnaire et le mode de vie réel, à l’américaine, qui faisait du petit-bourgeois individualiste, hédoniste et spéculateur, la véritable figure de l’Homme nouveau » qu’il écrit au début des années 2000 De notre servitude involontaire (1ère édition 2001, réédition 2013) et Le Petit-Bourgeois gentilhomme (1ère édition 2003, réédition 2020).
Dans les années 1990, Alain Accardo a aussi rassemblé des journalistes professionnels au sein d’un Groupe de sociologie des pratiques journalistiques réalisant une série d’entretiens approfondis notamment autour de la question du précariat dans ce milieu .
Auteur d’articles dans le Monde diplomatique, Alain Accardo tient depuis 2007 une chronique mensuelle dans le journal La Décroissance édité par l’association Casseurs de pub,.